# Necula Răducanu
Răducanu „Rică“ „Tamango“ Necula (* 10. Mai 1946 in Vlădeni, Kreis Ialomița als Răducan Necula) ist ein ehemaliger rumänischer Fußballtorhüter. Er absolvierte 329 Spiele in der höchsten rumänischen Fußballliga, der Divizia A, und nahm an der Fußball-Weltmeisterschaft 1970 teil.

## Karriere

### Verein

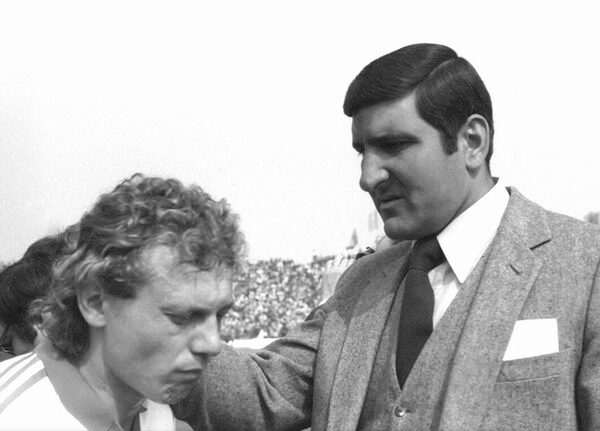
Necula (rechts) mit Ilie Balaci (1983)

Necula begann seine Karriere bei Rapid Bukarest. Seinen ersten Einsatz in der Divizia A feierte er am 10. Mai 1966. Nachdem er in seiner ersten Saison nur gegen Ende eingesetzt worden war, wurde Necula in der Saison 1966/67 Stammtorwart und war maßgeblich am Titelgewinn beteiligt. Nach dem Gewinn des rumänischen Pokals im Jahr 1972 fiel Rapid in der Meisterschaft immer mehr in hintere Regionen zurück und stieg am Ende der Saison 1973/74 schließlich in die Divizia B ab. In dieser Saison tat sich Necula nicht nur als Torverhinderer hervor, sondern steuerte als erster rumänische Torwart überhaupt auch drei eigene Treffer bei. Nachdem er mit Rapid in der darauffolgenden Saison den Wiederaufstieg geschafft hatte, wechselte Răducanu zum Ligakonkurrenten Sportul Studențesc. Nach drei Jahren bei Sportul bekam Necula im Jahr 1978 die Gelegenheit zum erfolgreichsten rumänischen Fußballklub, Steaua Bukarest, zu wechseln. Hier konnte sich Răducanu allerdings nicht wie erwartet durchsetzen und kam nur auf gut die Hälfte der möglichen Einsätze, so dass er sich schon im Herbst 1979 FCM Reșița anschloss, das in der Divizia B spielte. Im Jahr 1980 erhielt Necula noch einmal die Gelegenheit, in der Divizia A zu spielen, und wechselte zum FC Baia Mare, den er aber bereits in der Winterpause wieder verließ. Nach Stationen bei zwei unterklassigen Vereinen beendete Răducanu im Jahr 1982 seine Karriere.

### Nationalmannschaft
Necula bestritt 61 Spiele für die rumänische Fußballnationalmannschaft. Seinen ersten Einsatz hatte er am 24. Juni 1967 gegen Italien. Er nahm an der Fußball-Weltmeisterschaft 1970 in Mexiko teil und wurde in der Partie gegen den späteren Weltmeister Brasilien eingesetzt, als er in der 28. Minute für den verletzten Stere Adamache eingewechselt wurde.

## Erfolge
- WM-Teilnehmer: 1970
- EM-Viertelfinale: 1972
- Balkanpokal-Sieger: 1966
- Rumänischer Meister: 1967
- Rumänischer Pokalsieger: 1972, 1979

## Privat
Nach dem Ende seiner aktiven Karriere zog sich Necula aus dem Fußball zurück und betrieb Lebensmittelgeschäfte unter dem Namen Merci Rica (nach seinem Spitznamen Rică Răducanu).

## Sonstiges
Necula war der erste rumänische Torwart, der in einem offiziellen Spiel ein Tor erzielte und ins Abseits lief.

## Filmografie
- 1982: Alles für das Fußballspiel (Totul pentru fotbal) Regie: Andrei Blaier
- 2007: Agentul VIP (Fernsehserie)
- 2008: Legiunea străină